# 1866年大西洋飓风季
1866年大西洋飓风季曾是有正式纪录以来第三个所有热带气旋都达到飓风强度的大西洋飓风季（之前两个分别是1852和1858年大西洋飓风季），但之后的发现认定事实并非如此。起初全季只确认存在三场飓风，但气象学家经过重新分析认定还有更多风暴形成。大西洋飓风数据库中还一度收录有另外两个天气系统，但气象学家认定两者均同数据库中的其他风暴重复。所有热带天气活动都发生在7月中旬至10月末，不过考虑到当时缺乏包括气象卫星在内的现代观测手段，基本上只有那些在海上遇到船只或是吹袭有人类居住陆地的风暴才有文献记载，所以实际形成的热带气旋可能更多。气象学家克里斯托弗·朗诗（Christopher W. Landsea）估计，1851至1885年间实际形成的风暴数量可能比数据库中要多零到六场。
除第四号飓风外，全季所有风暴都曾影响陆地。第一个气旋于7月袭击德克萨斯州马塔哥达县的马塔哥达（Matagorda），是本季唯一直接吹袭美国的飓风。一个月后，第二号飓风两次登陆墨西哥。第三场飓风在百慕大附近形成，之后在经过纽芬兰岛南部海岸后失去踪影。数周后，又有另一个移动路线同第三号飓风类似的气旋形成，但风暴最终吹袭纽芬兰岛并造成一定程度破坏。拿骚大飓风是本季最有名的风暴，在巴哈马特克斯和凯科斯群岛和西大西洋肆虐期间至少夺走383条人命。气旋的最大持续风速达每小时220公里，在现代萨菲尔-辛普森飓风等级下已属四级飓风标准。全季最后一场飓风在巴哈马上空发展形成，之后吹袭新泽西州，新英格兰各地普遍受到狂风和高涨海潮的袭击。

## 风暴

### 第一号飓风
7月11日，一艘双桅纵帆船在佛罗里达州西北狭长地带以南海域遇到大浪，表明有飓风经过。风暴沿美国墨西哥湾沿岸地区近海向西移动，于7月12日在新奥尔良产生狂风。高潮的潮水只用约24小时就将坦巴利耶湾（Timbalier Bay）的灯塔周围全部淹没，灯塔管理员出于对个人安危的担忧而逃离。
7月15日，飓风从德克萨斯州马塔哥达湾（Matagorda Bay）附近靠岸，估计风速达每小时165公里左右，在萨菲尔-辛普森飓风等级下达到二级飓风标准。气旋登陆时的最低气压估计为969毫巴（百帕，28.61英寸汞柱）。受风暴产生的狂风影响，马塔哥达港所有船只的系锚全部挣脱，有四艘船失踪或沉没，还有一艘双桅纵帆船搁浅。7月16日清晨，气旋在继续深入内陆期间消散。

### 第二号飓风
8月13日，有船只在加勒比海东部遭遇强烈飓风。气象学家根据观测纪录推断气旋的最高风力时速为165公里。接下来几天里风暴的动向缺乏记载，但从连续移动角度推断，飓风应该是在8月15日从牙买加以南洋面经过。次日，气旋袭击尤卡坦半岛东部，致使七艘小船搁浅。估计系统在陆地上空移动期间减弱成热带风暴，但进入坎佩切湾后又重新增强成飓风，然后从韦拉克鲁斯州附近登陆，最终于8月18日逐渐消散。

### 第三号飓风
9月14日，有船只在百慕大以北约320公里海域遇到本季第三场飓风，该船前桅杆的中段受损。风暴当天还对另一艘船构成影响，造成的破坏程度类似。气旋总体朝东北方向移动，最终于9月7日在纽芬兰岛附近经过后失去踪影。

### 第四号飓风
9月18日及之后的两天里，一艘从纽约出发前往上海的三桅帆船在佛得角群岛附近遇到飓风，船体受损进水，被迫返回纽约修补。估计风暴的最大持续风速约为每小时130公里，除此以外气旋的发展历程已不可考。

### 第五号飓风
9月22日，“洪都拉斯号”（Honduras）在新斯科舍东南偏南海域发现本季第五场飓风。该船的桅杆和风帆都在风暴中失落，从观测记录推断，气旋风速约为第小时165公里。另外多艘船只的观测纪录表明飓风总体向东北方向的纽芬兰岛前进。9月23日晚，风暴从纽芬兰岛中南部登陆，然后很快就减弱成热带风暴。岛上普遍刮起大风，圣约翰斯及其周边的电报线路中断。9月24日晚，风暴经过该岛北侧，之后便不知所踪。

### 第六号飓风
第六号飓风又名“1866年拿骚大飓风”（Great Nassau Hurricane of 1866），是全季持续时间最长的风暴。9月24日，“贾里恩号”（Jarien）三桅帆船在佛得角群岛西南偏西方向洋面遇到飓风。气旋接下来五天的动向缺乏记载，直至另一艘船在英属维尔京群岛的阿内加达岛以北约32公里近海发现飓风。风暴对背风群岛构成影响，致使多艘船只搁浅，圣托马斯岛一座码头被毁。9月30日到10月1日，气旋经过特克斯和凯科斯群岛，成为当地“有史以来最可怕的飓风之一”，约75%的人口无家可归并失去所有财产。
袭击特克斯和凯科斯群岛后，飓风经过巴哈马，风眼从拿骚上空经过，该市测得938毫巴（百帕，27.7英寸汞柱）气压值，这表明风暴的持续风速达到每小时220公里。巴哈马在飓风来袭前没有收到警告，拿骚几乎所有的船要么沉入大海，要么搁浅，仅有一艘例外。狂风摧毁房屋的屋顶，还刮断许多树木。拿骚所有的建筑要么被毁，要么受损。经过群岛后，风暴转向东北，致使四艘船只沉没，数十艘受到影响。10月4日，气旋经过百慕大以北洋面，岛上风速达到蒲福氏风级的11级标准。10月5日，飓风在加拿大大西洋省份东南方向经过，随后便失去踪影。途经特克斯和凯科斯群岛、巴哈马和西大西洋期间，整场风暴共导致至少383人遇难，是有纪录以来最致命的100场大西洋飓风之一。

### 第七号热带风暴
本季最后一场风暴于10月28日在巴哈马上空出现，有可能属亚热带气旋或是存在亚热带气旋特征。风暴向西北偏北方向穿越群岛，随后又在西大西洋上空转向东北偏北。多艘船只在海上遇到气旋，其中一艘船上装载的糖蜜在风暴中失落。10月30日，风暴在逐渐转变成温带气旋的同时以风力时速110公里强度吹袭长滩岛（Long Beach Island）最南端。气旋途经美国东北部期间降下暴雨，在新泽西州泽西市和霍博肯附近引发洪灾。布鲁克林区的列车因风暴脱轨，罗德岛州普罗维登斯有三幢建筑被狂风摧毁，另有两幢楼房的屋顶被毁。风暴还令航运受到影响，多条电报线路中断，但没有导致人员丧生。转变成温带气旋后，系统于10月30日在佛蒙特州上空经过后失去踪影。